# Colonia elioterapica (Busto Arsizio)
La colonia elioterapica è un edificio storico della città di Busto Arsizio, realizzato nel 1929 su progetto dell'architetto Franco Poggi.

## Storia
L'edificio nacque come "casa del balilla" e aveva la funzione di colonia climatica che il regime fascista fece realizzare soprattutto nelle zone industrializzate per contrastare gli effetti negativi che l'inquinamento poteva avere sulla salute dei cittadini, soprattutto i più giovani. Altre colonie elioterapiche furono costruite nello stesso periodo nella zona dell'Altomilanese, come ad esempio la colonia di Legnano. Quella di Busto fu costruita in aperta campagna a est del quartiere di Sacconago, precedentemente comune autonomo che fu aggregato a Busto Arsizio nel 1928. Per la realizzazione della colonia elioterapica fu realizzata anche una nuova strada, l'attuale via Contardo Ferrini, che la collegava al centro di Sacconago. Il progetto fu affidato a Franco Poggi, architetto del comune di Busto Arsizio dal 1927 al 1934 che in città realizzò altre opere quali l'ingresso del cimitero monumentale e la ristrutturazione di Palazzo Gilardoni.
All'interno della colonia trovavano spazio l'alloggio del custode, una sala per la scherma, le sedi delle formazioni para-militari giovanili (opera nazionale balilla e Giovane italiana), una palestre, alcune sale di lettura e una sala per le conferenze.
Dal 2010, anno in cui furono eseguiti alcuni lavori di riqualificazione, la colonia ospita un centro sportivo diurno durante la stagione estiva per attività ludico-ricreative. Da gennaio 2016 presso la colonia è presente la Casa del Pugilato gestita dalla Master Boxe. Qui si trova anche un centro diurno per disabili e alcuni spazi vengono utilizzati per alcune attività dell'Accademia Bustese Pattinaggio, dell'adiacente liceo scientifico e del Gruppo Scout Busto 33 . È anche sede, soprattutto nel periodo estivo, di feste ed eventi.

## Architettura
L'edificio presenta le caratteristiche dell'architettura razionalista: è costituito da un grande corpo a "L" che affaccia sulle vie Ferrini e Lega Lombarda. Questo blocco collega due corpi più alti presenti alle sue estremità, mentre al centro è posto l'ingresso principale della colonia, all'angolo tra le due strade, che presenta sugli angoli quattro timpani e due tozzi obelischi al centro. All'interno si trova un cortile esagonale di rappresentanza, dal quale si accede, dopo aver passato un portico, agli spazi aperti rivolti verso sud.